# Юлиус Гебхард фон Хойм
Юлиус Гебхард фон Хойм (на немски: Julius Gebhard Graf von Hoym; * 17 ноември 1721, Дройсиг, Саксония-Анхалт; † 14 февруари 1764 или 1769, Дрезден) е граф от фамилията фон Хойм в дворец Дройсиг в Саксония-Анхалт, таен съветник в Курфюрство Саксония, собственик на господствата Дройсиг, Шлавентцитц (Sławięcice, Полша), Алтзамерн и Опург.

## Биография
Той е вторият син на граф Лудвиг Гебхард II фон Хойм (* 23 октомври/2 ноември 1678, Дройсиг; † 6 май 1738 Дройсиг) и съпругата му Рахел Луиза фон Вертерн (* 24 февруари/6 март 1699; † 15 юли 1764, Талвитц), дъщеря на министър граф Георг фон Вертерн-Байхлинген (1663 – 1721) и Рахел Хелена фон Милтитц (1676 – 1736). Внук е на фрайхер Лудвиг Гебхард I фон Хойм (1631 – 1711) и втората му съпруга Катарина София фон Шьонфелд († 1681).
Най-големият му брат граф Георг Лудвиг фон Хойм (* 17 юни 1720; † 28 май 1738) умира на 18 години неженен няколко дена след баща им. По-малкият му брат политикът граф Готхелф Адолф фон Хойм (1731 – 1783) е женен за графиня София Августа фон Щолберг-Росла (1754 – 1776). Сестрите му са Хенриета Шарлота фон Хойм (1726 – 1766), омъжена за Карл Зигисмунд фон Арним, Кристиана Каролина фон Хойм (1728 – 1760), омъжена за граф Лудвиг Зигфрид I фон Витцтум-Екщет (1716 – 1777), и Хелена Рената фон Хойм (* 1733), омъжена I. за граф Хайнрих Адолф фон Роедерн (1729 – 1759) и II. на 27 ноември 1769 г. в Гера за граф Лудвиг Готлоб фон Лютихау.
Както повечето от фамилията му Юлиус Гебхард фон Хойм започва кариера в саксонския двор на Ветините в Дрезден и става истински таен съветник.
Понеже няма мъжки наследник собствеността му отива на по-малкия му брат Готхелф Адолф фон Хойм.

## Фамилия
Първи брак: с графиня Мариана Кристина фон Брюл (* 19 април 1734; † 22 юли 1753). Бракът е бездетен.
Втори брак: на 5 октомври 1754 г. в Талвиц при Вурцен с Кристиана Шарлота фон Дизкау (* 20 ноември 1733, Требшен при Грима; † 6 юли 1811, Берлин), дъщеря на британския и хановерския военен съветник Йохан Адолф фон Дизкау († 5 септември 1742) и Кристиана Магдалена Доротея фон Поникау (1714 – 1785). Те имат една дъщеря:
- Амалия Луиза Мариана фон Хойм цу Дройсиг (* 6 октомври 1763, Дройсиг; † 20 април 1840, Мариенхоф, Мекленбург), омъжена I. на 8 април 1782 г. в Глайна до Кверфурт (развод 1799) за княз Фридрих Лудвиг фон Хоенлое-Ингелфинген-Йоринген (1746 – 1818), II. за Кристиан Фридрих Август Бернхард Лудвиг фон дер Остен-фон Закен (1778 – 1861).

Вдовицата му Кристиана Шарлота фон Дизкау живее след смъртта му в дворец Опург и се омъжва втори път на 10 ноември 1771 г. в Опург за имерския граф и княз (от 1786) Карл фон дер Остен-Закен (* 2 ноември 1726/13 ноември 1726, Донданген; † 31 декември 1794, Берлин), който става пруски министър.